# Caudebec-lès-Elbeuf
Caudebec-lès-Elbeuf és un municipi francès situat al departament del Sena Marítim i a la regió de Normandia. L'any 2007 tenia 9.640 habitants.

## Demografia

### Població
El 2007 la població de fet de Caudebec-lès-Elbeuf era de 9.640 persones. Hi havia 4.067 famílies de les quals 1.465 eren unipersonals (562 homes vivint sols i 903 dones vivint soles), 1.108 parelles sense fills, 1.052 parelles amb fills i 442 famílies monoparentals amb fills.
La població ha evolucionat segons el següent gràfic:
Habitants censats

### Habitatges
El 2007 hi havia 4.533 habitatges, 4.159 eren l'habitatge principal de la família, 22 eren segones residències i 352 estaven desocupats. 2.462 eren cases i 1.993 eren apartaments. Dels 4.159 habitatges principals, 1.973 estaven ocupats pels seus propietaris, 2.135 estaven llogats i ocupats pels llogaters i 50 estaven cedits a títol gratuït; 179 tenien una cambra, 523 en tenien dues, 1.011 en tenien tres, 1.115 en tenien quatre i 1.331 en tenien cinc o més. 2.509 habitatges disposaven pel capbaix d'una plaça de pàrquing. A 2.046 habitatges hi havia un automòbil i a 1.215 n'hi havia dos o més.

### Piràmide de població
La piràmide de població per edats i sexe el 2009 era:
| Homes | Edats   | Dones |
| ----- | ------- | ----- |
| 0     | 95 o +  | 64    |
| 20    | 90 a 94 | 100   |
| 24    | 85 a 89 | 176   |
| 64    | 80 a 84 | 164   |
| 132   | 75 a 79 | 232   |
| 188   | 70 a 74 | 228   |
| 168   | 65 a 69 | 204   |
| 228   | 60 a 64 | 268   |
| 200   | 55 a 59 | 208   |
| 348   | 50 a 54 | 304   |
| 360   | 45 a 49 | 348   |
| 324   | 40 a 44 | 320   |
| 332   | 35 a 39 | 352   |
| 320   | 30 a 34 | 304   |
| 404   | 25 a 29 | 384   |
| 253   | 20 a 24 | 260   |
| 425   | 15 a 19 | 372   |
| 388   | 10 a 14 | 348   |
| 320   | 5 a 9   | 236   |
| 296   | 0 a 4   | 200   |

## Economia
El 2007 la població en edat de treballar era de 6.197 persones, 4.391 eren actives i 1.806 eren inactives. De les 4.391 persones actives 3.785 estaven ocupades (2.025 homes i 1.760 dones) i 606 estaven aturades (299 homes i 307 dones). De les 1.806 persones inactives 624 estaven jubilades, 549 estaven estudiant i 633 estaven classificades com a «altres inactius».

### Ingressos
El 2009 a Caudebec-lès-Elbeuf hi havia 4.214 unitats fiscals que integraven 9.704,5 persones, la mediana anual d'ingressos fiscals per persona era de 16.324 €.

### Activitats econòmiques
Dels 272 establiments que hi havia el 2007, 11 eren d'empreses alimentàries, 1 d'una empresa de fabricació de material elèctric, 2 d'empreses de fabricació d'elements pel transport, 12 d'empreses de fabricació d'altres productes industrials, 48 d'empreses de construcció, 73 d'empreses de comerç i reparació d'automòbils, 12 d'empreses de transport, 25 d'empreses d'hostatgeria i restauració, 1 d'una empresa d'informació i comunicació, 6 d'empreses financeres, 9 d'empreses immobiliàries, 23 d'empreses de serveis, 21 d'entitats de l'administració pública i 28 d'empreses classificades com a «altres activitats de serveis».
Dels 89 establiments de servei als particulars que hi havia el 2009, 1 era una oficina de correu, 3 oficines bancàries, 3 funeràries, 6 tallers de reparació d'automòbils i de material agrícola, 1 taller d'inspecció tècnica de vehicles, 3 autoescoles, 8 paletes, 10 guixaires pintors, 6 fusteries, 11 lampisteries, 4 electricistes, 5 empreses de construcció, 7 perruqueries, 1 veterinari, 15 restaurants, 2 agències immobiliàries, 1 tintoreria i 2 salons de bellesa.
Dels 36 establiments comercials que hi havia el 2009, 3 eren supermercats, 1 un supermercat, 1 una gran superfície de material de bricolatge, 1 una botiga de més de 120 m², 6 fleques, 8 carnisseries, 1 una carnisseria, 1 una botiga de congelats, 1 una peixateria, 3 botigues de roba, 1 una sabateria, 1 una botiga d'electrodomèstics, 2 drogueries, 1 un drogueria, 1 una perfumeria i 4 floristeries.

## Equipaments sanitaris i escolars
El 2009 hi havia 1 hospital de tractaments de mitja durada (seguiment i rehabilitació) i 4 farmàcies.
El 2009 hi havia 3 escoles maternals i 5 escoles elementals. Caudebec-lès-Elbeuf disposava d'un col·legi d'educació secundària amb 380 alumnes.

## Poblacions properes
El següent diagrama mostra les poblacions més properes.